# Cofradía Colonial

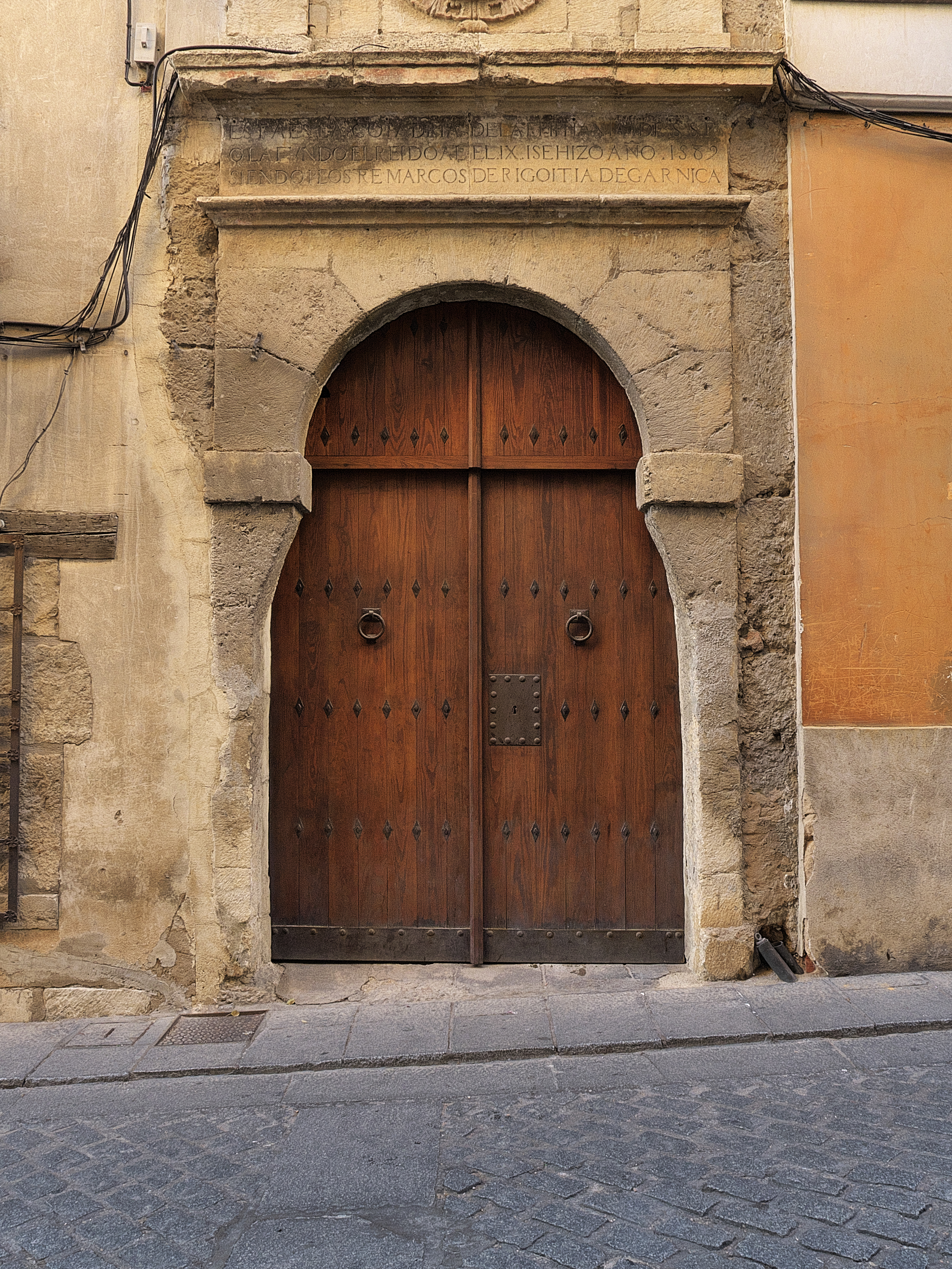

Cofradías Coloniales en las Colonias Españolas y Portuguesas es un tema crucial para comprender la historia social y religiosa de las colonias ibéricas en América Latina. Estas instituciones surgieron como herramientas de evangelización y control social por la Iglesia Católica, desempeñando un papel significativo en la vida de esclavos africanos e indígenas americanos. Se trata de analizar su origen, propósito, estructura, influencia y evolución en las colonias.
La cofradía colonial fue una institución y sociedad eclesiástica  desarrollada en las colonias americanas tanto portuguesas como españolas durante los siglos XV y XVIII. Las cofradías estaban compuestas por personas devotas, fieles o laicos, con el apoyo de la iglesia, ya que para que una cofradía fuera oficialmente hecha, debía contar con la aprobación directa del arzobispado o el papa. 

## Origen y Propósito
Las cofradías coloniales fueron establecidas por la Iglesia Católica para facilitar la integración de las poblaciones locales y esclavas en la estructura social y religiosa de las colonias. Tenían varios objetivos, dentro de los cuales se destacan; "promover y mantener el culto y veneración de alguna advocación religiosa, a la pasión de Cristo, la Virgen, los santos patronos o santas y ángeles. Funcionaban como necesidad social de ayuda al desheredado, al pobre de solemnidad, al enfermo, al esclavo, al preso y al condenado a muerte, entre otras causas. Tenían la obligación de decir misa por las intenciones de sus miembros, vivos y difuntos, organizar y participar en procesiones y festividades religiosas."
Así podemos resumir lo anterior mencionado en los siguientes puntos: 
1. Fomentar la realización de actos de culto en honor a los santos patrones de la Hermandad;
2. Propiciar la redención del alma a través de diversas actividades religiosas, incluyendo tanto eventos comunitarios como misas, rosarios, festividades y procesiones, como también prácticas personales que son recompensadas con indulgencias, sujetas al abono de una cuota establecida;
3. Practicar la beneficencia dentro de la Hermandad, prestando especial atención a los miembros más necesitados.[3]

Las cofradías no solo fueron establecidas por la Iglesia Católica, sino que también fueron formadas por los propios esclavos y otros grupos marginados, como una forma de unión y soporte mutuo.
Estas cofradías creadas por esclavos tenían varios propósitos, algunos en común con las cofradías impuestas por la iglesia católica:
1. Preservación de la Identidad Cultural: Permitían a los esclavos mantener y practicar elementos de sus culturas originales, mezclados con el catolicismo. Era una forma de resistencia cultural y mantenimiento de sus tradiciones.
2. Soporte Social y Espiritual: Proporcionaban un sistema de apoyo mutuo entre los miembros, en términos de asistencia social, espiritual y económica.
3. Espacio de Autonomía: Dentro de las restricciones de la sociedad colonial, las cofradías funcionaban como espacios de relativa autonomía donde los esclavos podían ejercer cierto grado de control sobre sus vidas religiosas y sociales. Por ejemplo, tomaban varias de sus deidades y las representaban en imágenes católicas como la Virgen o Jesús para no ser descubiertos ya que los castigos eran severos si las autoridades los descubrían. [4]

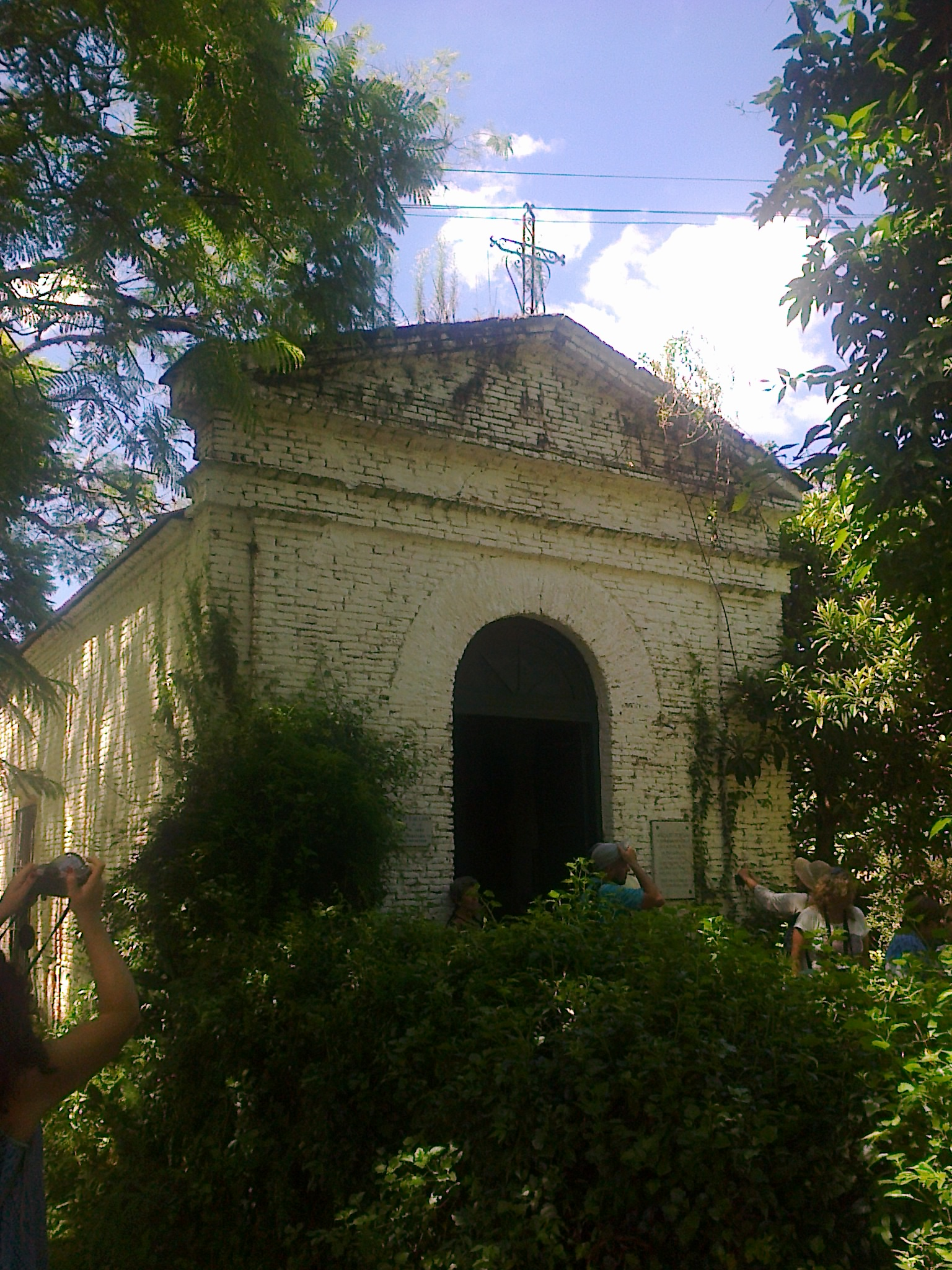

4. Negociación de Espacios: Las cofradías les permitían a los esclavos y otros grupos marginados negociar ciertos espacios y roles dentro de la sociedad colonial, que de otro modo estarían fuera de su alcance.

## Estructura y tipos
Las cofradías coloniales, estructuradas como hermandades laicas supervisadas por la Iglesia Católica, desempeñaron un papel multifacético en la sociedad colonial. Cada una se centraba en la veneración de un santo específico, reflejando la devoción y las creencias religiosas de sus miembros. 
Composición de las Cofradías:
- Esclavos: En regiones con una alta población de esclavos africanos, estas personas formaban sus propias cofradías, donde podían mantener ciertos aspectos de sus culturas y religiones africanas.
- Indígenas: En áreas con poblaciones indígenas significativas, las cofradías permitían a estos grupos practicar el catolicismo mientras mantenían algunos de sus rituales y tradiciones.
- Mestizos: Como descendientes de europeos e indígenas o africanos, los mestizos a menudo se unían a cofradías que reflejaban su identidad cultural mixta.
- Europeos y Criollos: En algunos casos, los europeos y criollos (descendientes de europeos nacidos en las Américas) también formaban parte de estas hermandades, aunque a menudo establecían cofradías separadas con un estatus más elevado.

Roles dentro de la Cofradía:
- Hermano Mayor o Mayordomo: Era el líder de la cofradía, responsable de organizar las actividades, administrar los fondos y representar a la cofradía ante la Iglesia y las autoridades civiles.
- Tesorero: Gestionaba las finanzas de la cofradía, incluyendo el cobro de cuotas, donaciones y el manejo de los gastos.
- Secretario: Llevaba los registros de la cofradía, incluyendo la membresía, las actas de las reuniones y la correspondencia.
- Vocales o Miembros de la Junta: Participaban en la toma de decisiones y ayudaban en la organización de eventos y actividades religiosas.
- Alférez o Abanderado: Era el encargado de llevar el estandarte o bandera de la cofradía durante las procesiones y eventos importantes.
- Miembros Ordinarios: Participaban en las actividades religiosas y sociales de la cofradía, y recibían apoyo y beneficios de la misma.

Cabe destacar que la iglesia y la monarquía enviaban una vez por año un visitador para investigar el uso de los diezmos por parte de la cofradía y para evitar que se estuvieran formando cofradías como forma de rebelión. 

## Decadencia
Las Cofradías coloniales entraron en decadencia hacia finales del siglo XVIII, esto por la abolición de la esclavitud en varias colonias que generaba que los esclavos ya no tuvieran que recurrir a unirse a nuevas cofradías para reunirse entre ellos y realizar en secreto sus prácticas religiosas. Otra razón fue que con los cambios políticos y sociales lo iglesia perdió mucho poder en América, ya que tenía que acoplarse a los nuevos gobiernos criollos e independientes.  

## Etnias
El tema de la esclavitud y la interacción entre diferentes grupos raciales y étnicos es relevante para entender el contexto en el que surgieron estas hermandades ( Cofradías ) . Las cofradías servían como espacios donde esclavos, indígenas, mestizos y otros grupos podían practicar su fe y mantener aspectos de sus culturas originarias, proporcionando un sentido de autonomía y comunidad.Es muy importante como en países como México, cada cofradía reunía la misma etnia de una sociedad, esto generaba un sentido de pertenencia y ayudó a preservar la cultura. 
Otro punto muy importante es el proceso de racialización en las colonias españolas, incluyendo la limpieza de sangre y cómo estas prácticas codificaron las relaciones sociales de manera jerárquica. Este contexto de segregación y discriminación racial es importante para entender el papel de las cofradías, que a menudo servían como un refugio para personas de diferentes orígenes raciales y étnicos, ofreciéndoles un sentido de comunidad y pertenencia en una sociedad que los marginaba. Las cofradías actuaron como la única fuente laica en la colonia. la impureza de sangre se aplicó en contra de aquellas personas que se convirtieron al cristianismo , la diferencia radica que en la península ibérica se debía hacer una limpieza en el linaje por  la memoria y la calidad de una persona, mientras que en América había una razón más, el color de piel,  esto debido a la inclusión de esclavos negros y mestizos dentro del esquema social de la colonia.
Teniendo esto en cuenta, los esclavos en muchos casos desearon la libertad, esto creó estrategias de emancipación empleadas por los esclavos en América, incluyendo la huida, la manumisión legal y la participación en revueltas violentas. Estas estrategias de resistencia y búsqueda de libertad tienen una conexión directa con las cofradías, ya que muchas de estas hermandades proporcionaban un espacio para que los esclavos y libertos ejercieran prácticas culturales y religiosas que podían ser un medio de resistencia y afirmación de su identidad.